# Польща на літніх Олімпійських іграх 2020
Польщу на літніх Олімпійських іграх 2020 представляли двісті десять спортсменів у двадцяти восьми видах спорту.

## Призери
| Золото | |                                                                        |          |
| №      | Спортсмени | Вид спорту (дисципліна)                                                | Дата     |
| 1      | Іга Баумгарт-Вітан Каєтан Душинський Малгожата Голуб-Ковалик Наталя Качмарек Даріуш Ковалюк Юстина Швенти-Ерсетиц Кароль Залевський | Легка атлетика (естафетний біг 4×400 метрів (змішаний))                | 31 липня |
| 2      | Аніта Влодарчик | Легка атлетика (метання молота)                                        | 3 серпня |
| 3      | Войцех Новицький | Легка атлетика (метання молота)                                        | 4 серпня |
| 4      | Давід Томаля | Легка атлетика (спортивна ходьба на 50 кілометрів)                     | 6 серпня |
| Срібло | |                                                                        |          |
| №      | Спортсмени | Вид спорту (дисципліна)                                                | Дата     |
| 1      | Агнєшка Кобус Марія Спрінгвальд Марта Величко Катажина Зіллманн                                                                     | Академічне веслування (парні четвірки, жінки)                          | 28 липня |
| 2      | Кароліна Ная Анна Пулавська | Веслування на байдарках і каное (байдарки-двійки, 500 метрів, жінки)   | 3 серпня |
| 3      | Агнєшка Скжипулєц Йоланта Огар | Вітрильний спорт (470 (жінки))                                         | 4 серпня |
| 4      | Марія Андрейчик | Легка атлетика (метання списа)                                         | 6 серпня |
| 5      | Іга Баумгарт-Вітан Малгожата Голуб-Ковалик Наталя Качмарек Анна Келбасинська Юстина Швенти-Ерсетиц                                  | Легка атлетика (естафетний біг 4×400 метрів (жінки))                   | 7 серпня |
| Бронза | |                                                                        |          |
| №      | Спортсмени | Вид спорту (дисципліна)                                                | Дата     |
| 1      | Тадеуш Михалик | Боротьба (греко-римська боротьба, до 97 кг)                            | 3 серпня |
| 2      | Мальвіна Копрон | Легка атлетика (метання молота)                                        | 3 серпня |
| 3      | Патрик Добек | Легка атлетика (біг на 800 метрів (чоловіки))                          | 4 серпня |
| 4      | Павел Файдек | Легка атлетика (метання молота)                                        | 4 серпня |
| 5      | Кароліна Ная Анна Пулавська Юстина Іскшицька Гелена Висневська                                                                      | Веслування на байдарках і каное (байдарки-четвірки, 500 метрів, жінки) | 7 серпня |

## Спортсмени
| Вид спорту                      | Чоловіки | Жінки | Загалом |
| ------------------------------- | -------- | ----- | ------- |
| Стрільба з лука                 | 1        | 1     | 2       |
| Легка атлетика                  | 31       | 32    | 63      |
| Баскетбол                       | 4        | 0     | 4       |
| Бокс                            | 1        | 3     | 4       |
| Веслування на байдарках і каное | 5        | 8     | 13      |
| Велоспорт                       | 9        | 8     | 17      |
| Кінний спорт                    | 1        | 2     | 3       |
| Фехтування                      | 0        | 4     | 4       |
| Гольф                           | 1        | 0     | 1       |
| Гімнастика                      | 0        | 1     | 1       |
| Дзюдо                           | 2        | 4     | 6       |
| Сучасне п'ятиборство            | 2        | 1     | 3       |
| Академічне веслування           | 12       | 8     | 20      |
| Вітрильний спорт                | 3        | 6     | 9       |
| Стрільба                        | 1        | 4     | 5       |
| Скейтбординг                    | 0        | 1     | 1       |
| Спортивне скелелазіння          | 0        | 1     | 1       |
| Плавання                        | 13       | 4     | 17      |
| Настільний теніс                | 0        | 3     | 3       |
| Тхеквондо                       | 0        | 2     | 2       |
| Теніс                           | 3        | 3     | 6       |
| Волейбол                        | 16       | 0     | 16      |
| Важка атлетика                  | 2        | 1     | 3       |
| Боротьба                        | 3        | 3     | 6       |
| Загалом                         | 110      | 100   | 210     |